# WeeTV
WeeTV는 TRA media에서 운영하고 있으며 인도, 독일 등 여러 국가의 글로벌 교육 콘텐츠를 소개하고 제작하는 채널이다.
WeeTV는 영어, 독일어, 슬로바키아어 스페인어 등 다양한 국가의 언어를 배울 수 있는 프로그램을 국내 최초로 선보인다.
뿐만 아니라 클래식, 자연 생태계 등의 여러 분야를 다룬 프로그램과 외국 콘텐츠, 국내 콘텐츠를 수급하여 송출하고 있다.

## 현재 방영 중인 프로그램
- 클래식 愛 가이드
- 쑥쑥크런 IE
- 드라마로 배우는 중국어
- 애니와 벤의 모험
- AgiBagi

## 시청방법
GENIE TV 254번 / LGhellovision 230번 / B tv cable 166번 / CMB 31번(8VSB 32-1번) / D'live 223번

## 같이 보기
- SmileTV Plus
- TVasia Plus